# National League (hạng đấu)
National League trước đây gọi là Conference Premier hoặc hiện tại có tên gọi khác là Vanarama National League bởi lý do nhà tài trợ) National League là giải đấu cao nhất của National League ở Anh. Đây là cấp độ giải đấu cao nhất của Hệ thống liên đoàn Quốc gia và Thuộc hạng thứ 5 trong Hệ thống các giải bóng đá Anh. Trong khi tất cả các Câu lạc bộ ở các hạng trên đều là các câu lạc bộ chuyên nghiệp thì National League bao gồm cả các Câu lạc bộ chuyên nghiệp và bán chuyên nghiệp. National League tham dự giải đấu Cúp với Cúp FA và FA Trophy. Bắt đầu mùa giải 2015–16, giải đấu được đổi tên thành: National League.

## Lịch sử
Giải đấu được thành lập năm 1979 với tên gọi Alliance Premier League, khởi tranh từ mùa giải 1979–80. Đây là nỗ lực đầu tiên để thiết lập một giải đấu cấp quốc gia đầy đủ nằm dưới Football League, bao gồm các CLB ở Northern Premier League và Southern League. Nó đã làm tăng đáng kể chất lượng của bóng đá ở cấp độ thấp, cũng như cải thiện vấn đề tài chính của các CLB hàng đầu. Ở mùa giải 1986–87, Football League bắt đầu chấp nhận việc lên hạng và xuống hạng giữa Conference (tên mà giải đấu đổi lại sau đó) và hạng đấu thấp nhất của Football League mà thời điểm đó được gọi là Football League Fourth Division hay Football League Two ngày nay. Đội bóng đầu tiên thăng hạng bằng phương thức này là Scarborough và đội bóng đầu tiên bị xuống hạng là Lincoln City, nhưng sau một năm đó đã trở lại Football League nhờ vô địch Conference.
Kể từ mùa giải 2002–03, giải đấu bổ sung một suất thăng hạng thứ hai, với trận play-off để quyết định đội nào sẽ cùng với đội đầu bảng tham gia Football League. Trước đó, sẽ không có thăng hạng từ Conference nếu đội vô địch không có đầy đủ cơ sở vật chất thích hợp. Kể từ mùa giải 2002–03, nếu một CLB giành được suất thăng hạng hoặc đá play-off nhưng không có sân vận động phù hợp, thì sẽ nhường lại cho đội bóng kế sau nó thỏa mãn điều kiện sân bãi. Ở mùa giải 2004–05, Conference mở rộng bằng cách thêm hai hạng đấu thấp hơn vào là Conference North và Conference South, còn hạng đấu gốc đổi tên thành Conference National. Kể từ mùa giải 2006–07, Conference National mở rộng từ 22 thành 24 đội bóng bằng cách thăng hạng 4 đội và xuống hạng 2 đội và giới thiệu hệ thống "4 lên 4 xuống" giữa nó và Conference North cùng với Conference South.
Nhà tài trợ đầu tiên của giải đấu là Gola, trong giai đoạn giữa mùa giải 1984–85 và 1985–86. Khi quyền tài trợ của Gola hết hiệu lực, nhà sản xuất ô tô Vauxhall Motors, tiếp quản và tài trợ cho giải đấu cho đến hết mùa giải 1997–98.  Mùa giải 1998–99 Conference khởi tranh mà không có nhà tài trợ, nhưng chỉ ngay trước khi mùa giải kết thúc thì đã ký hợp đồng tài trợ với Nationwide Building Society. Nó kéo dài đến hết mùa giải 2006–07, sau đó Blue Square lên thay thế. Nó cũng đã làm thay đổi tên giải đấu với việc Conference National đổi thành Blue Square Premier, Conference North thành Blue Square North và Conference South thành Blue Square South.  Tháng 4 năm 2010, Blue Square thông báo gia hạn tài trợ thêm 3 năm nữa. Kể từ mùa giải 2010-11 các hạng đấu được đổi tên, với việc thêm từ "Bet" đằng sau "Blue Square".
Tháng 7 năm 2013 Conference ký hợp đồng tài trợ với công ty trả tiền online Skrill.  Nó chỉ kéo dài 1 năm và tháng 7 năm sau đó Conference thông báo ký hợp đồng tài trợ mới với Vanarama.  3 hạng đấu bây giờ có tên là Vanarama Conference, Vanarama Conference North và Vanarama Conference South.

## Tin tức truyền thông
Tháng 8 năm 2006 Setanta Sports ký hợp đồng 5 năm với Conference. Trong hợp đồng, Setanta Sports bắt đầu phát sóng trực tiếp các trận đấu kể từ mùa giải 2007–08, với 79 trận đấu trực tiếp mỗi mùa giải. Cũng bao gồm trong hợp đồng có thêm các trận Play Off hàng năm và Conference League Cup, một giải đấu cup dành cho ba hạng đấu của Football Conference. Setanta phát sóng trực tiếp 2 trận mỗi tuần, một trận vào tối thứ 5 và một trận vào ngày cuối tuần.
Ở Australia, Conference National được phát sóng bởi Setanta Sports Australia. Setanta Sports chịu tổn thất về tài chính và đã phải hủy bỏ phát sóng ở Vương quốc Anh từ ngày 23 tháng 6 năm 2009. Sky Sports phát sóng trận chung kết Play-off Conference năm 2010 ở Wembley.
Ngày 19 tháng 8 năm 2010, Premier Sports thông báo rằng đã mua bản quyền trực tiếp và độc quyền của đài truyền hình Vương quốc Anh cho 30 trận đấu mỗi mùa giải trong tổng cộng 3 mùa giải. 30 trận đấu được lựa chọn phát sóng sẽ bao gồm cả năm trận play-off của Conference Premier. Hợp đồng với Football Conference là thỏa thuận chia lợi nhuận qua đó các CLB được nhận 50% tổng lợi nhuận từ tiền quyên góp, thêm vào tiền bản quyền trả bởi phát thanh viên một khi đã giá sản xuất đã đủ. The Conference vẫn nhận 50% tiền quyên góp trên Internet liên kết với hợp đồng và cho phép họ quyền quảng cáo liên quan đến các quảng cáo được trình chiếu trong các trận đấu. Trong mùa giải 2010–11, Premier Sports không thu hút đủ khán giả cho các trận đấu của Conference để chia lợi nhuận với các CLB với phí 5,000 bảng Anh cho các đội sân nhà và 1,000 bảng Anh cho các đội sân khách. Tháng 7 năm 2013, BT Sport ký hợp đồng 2 năm phát sóng trực tiếp 30 trận đấu bao gồm của 5 trận playoff.

## Câu lạc bộ tham dự mùa giải 2015-16
| Câu lạc bộ             | Vị trí xếp hạng mùa trước                            |
| ---------------------- | ---------------------------------------------------- |
| Aldershot Town         | 18th                                                 |
| Altrincham             | 17th                                                 |
| Barrow                 | 1st (Thăng hạng từ Conference North)                 |
| Boreham Wood           | 2nd (Thăng hạng khi thắng play-off Conference South) |
| Braintree Town         | 14                                                   |
| Bromley                | 1st (Thăng hạng từ Conference South)                 |
| Cheltenham Town        | 23rd (Xuống hạng từ League Two)                      |
| Chester                | 12th                                                 |
| Dover Athletic         | 8th                                                  |
| Eastleigh              | 4th                                                  |
| FC Halifax Town        | 9th                                                  |
| Forest Green Rovers    | 5th                                                  |
| Gateshead              | 10th                                                 |
| Grimsby Town           | 3rd                                                  |
| Guiseley               | 5th (Thăng hạng khi thắng play-off Conference North) |
| Kidderminster Harriers | 16th                                                 |
| Lincoln City           | 15th                                                 |
| Macclesfield Town      | 6th                                                  |
| Southport              | 19th                                                 |
| Torquay United         | 13th                                                 |
| Tranmere Rovers        | 24th (Xuống hạng từ League Two)                      |
| Welling United         | 20th                                                 |
| Woking                 | 7th                                                  |
| Wrexham                | 11th                                                 |

## Các nhà vô địch trước đây
Số trong dấu ngoặc đơn cho biết số lần vô địch tính đến thời điểm hiện tại.
| Mùa giải | Đội vô địch                | Đội thắng Playoff   |
| -------- | -------------------------- | ------------------- |
| 1979–80  | Altrincham1                |                     |
| 1980–81  | Altrincham1 (2)            |                     |
| 1981–82  | Runcorn1                   |                     |
| 1982–83  | Enfield1                   |                     |
| 1983–84  | Maidstone United1          |                     |
| 1984–85  | Wealdstone1                |                     |
| 1985–86  | Enfield1 (2)               |                     |
| 1986–87  | Scarborough                |                     |
| 1987–88  | Lincoln City               |                     |
| 1988–89  | Maidstone United (2)       |                     |
| 1989–90  | Darlington                 |                     |
| 1990–91  | Barnet                     |                     |
| 1991–92  | Colchester United          |                     |
| 1992–93  | Wycombe Wanderers          |                     |
| 1993–94  | Kidderminster Harriers2    |                     |
| 1994–95  | Macclesfield Town2         |                     |
| 1995–96  | Stevenage Borough2         |                     |
| 1996–97  | Macclesfield Town (2)      |                     |
| 1997–98  | Halifax Town               |                     |
| 1998–99  | Cheltenham Town            |                     |
| 1999–00  | Kidderminster Harriers (2) |                     |
| 2000–01  | Rushden & Diamonds         |                     |
| 2001–02  | Boston United3             |                     |
| 2002–03  | Yeovil Town                | Doncaster Rovers    |
| 2003–04  | Chester City               | Shrewsbury Town     |
| 2004–05  | Barnet (2)                 | Carlisle United     |
| 2005–06  | Accrington Stanley         | Hereford United     |
| 2006–07  | Dagenham & Redbridge       | Morecambe           |
| 2007–08  | Aldershot Town             | Exeter City         |
| 2008–09  | Burton Albion              | Torquay United      |
| 2009–10  | Stevenage Borough (2)      | Oxford United       |
| 2010–11  | Crawley Town               | AFC Wimbledon       |
| 2011–12  | Fleetwood Town             | York City           |
| 2012–13  | Mansfield Town             | Newport County      |
| 2013–14  | Luton Town                 | Cambridge United    |
| 2014–15  | Barnet (3)                 | Bristol Rovers      |
| 2015-16  | Cheltenham Town (2)        | Grimsby Town        |
| 2016-17  | Lincoln City               | Forest Green Rovers |
| 2017-18  | Macclesfield               | Tranmere Rovers     |
| 2018-19  | Leyton Orient              | Salford City        |
| 2019-20  | Barrow                     | Harrogate Town      |
| 2020-21  | Sutton United              | Hartlepool United   |
| 2021-22  | Stockport County           | Grimsby Town        |
| 2022-23  | Wrexham                    | Notts County        |
| 2023–24  | Chesterfield               | Bromley             |

- ^1 Không có thăng hạng lên the Football League cho đến năm 1987.
- ^2 Không có thăng hạng lên Football League bởi vì sân vận động không thích hợp cho đến năm 1997.
- ^3 Boston United được phép giữ lại chức vô địch và thăng hạng mặc dù bị buộc tội có hành vi sai trái nghiêm trọng trong tài chính trong suốt mùa giải. Do sự xuống hạng lại từ Football League nên cuối mùa giải 2006–07, do vấn đề tài chính và không theo quy tắc đang diễn ra ở CLB, Boston bị xuống thêm một hạng nữa và phải chơi ở Premier Division thuộc Northern Premier League.

## Kết quả các trận Play-off
| Mùa giải | Trận bán kết thứ nhất (thứ 5 vs thứ 2)                                                                 | Trận bán kết thứ hai (thứ 4 vs thứ 3)                                                              | Trận chung kết                                                                                 |
| -------- | --- | -------------------------------------------------------------------------------------------------- | ---------------------------------------------------------------------------------------------- |
| 2013–14  | FC Halifax Town 1–0 Cambridge United 2–0 FC Halifax Town                                               | Grimsby Town 1–1 Gateshead 3–1 Grimsby Town                                                        | Cambridge United 2–1 Gateshead (Match Report)                                                  |
| 2012–13  | Wrexham 2–1 Kidderminster Harriers 1–3 Wrexham                                                         | Grimsby Town 0–1 Newport County 1–0 Grimsby Town                                                   | Wrexham 0–2 Newport County (Match Report)                                                      |
| 2011–12  | Luton Town 2–0 Wrexham 2–1 Luton Town                                                                  | York City 1–1 Mansfield Town 0–1 York City                                                         | Luton Town 1–2 York City (Match Report)                                                        |
| 2010–11  | Fleetwood Town 0–2 AFC Wimbledon 6–1 Fleetwood Town                                                    | Wrexham 0–3 Luton Town 2–1 Wrexham                                                                 | AFC Wimbledon 0–0 Luton Town AFC Wimbledon thắng 4–3 trong loạt sút luân lưu (Match Report)    |
| 2009–10  | Luton Town 0–1 York City 1–0 Luton Town                                                                | Oxford United 2–0 Rushden & Diamonds 1–1 Oxford United                                             | Oxford United 3–1 York City (Match Report)                                                     |
| 2008–09  | Stevenage Borough 3–1 Cambridge United 3–0 Stevenage Borough                                           | Torquay United 2–0 Histon 1–0 Torquay United                                                       | Cambridge United 0–2 Torquay United (Match Report)                                             |
| 2007–08  | Burton Albion 2–2 Cambridge United 2–1 Burton Albion                                                   | Exeter City 1–2 Torquay United 1–4 Exeter City                                                     | Cambridge United 0–1 Exeter City (Match Report)                                                |
| 2006–07  | Exeter City 0–1 Oxford United 1–2 Exeter City Exeter thắng 4–3 trong loạt sút luân lưu                 | York City 0–0 Morecambe 2–1 York City                                                              | Morecambe 2–1 Exeter City (Match Report)                                                       |
| 2005–06  | Halifax Town 3–2 Grays Athletic 2–2 Halifax Town                                                       | Morecambe 1–1 Hereford United 3–2 Morecambe                                                        | Hereford United 3–2 Halifax Town sau 2 hiệp phụ (Match Report)                                 |
| 2004–05  | Aldershot Town 1–0 Carlisle United 2–1 Aldershot Town Carlisle thắng 5–4 trong loạt sút luân lưu       | Stevenage Borough 1–1 Hereford United 0–1 Stevenage Borough                                        | Carlisle United 1–0 Stevenage Borough (Match Report)                                           |
| 2003–04  | Aldershot Town 1–1 Hereford United 0–0 Aldershot Town Aldershot thắng 4–2 trong loạt sút luân lưu      | Barnet 2–1 Shrewsbury Town 1–0 Barnet Shrewsbury thắng 5–3 trong loạt sút luân lưu                 | Aldershot Town 1–1 Shrewsbury Town Shrewsbury thắng 3–0 trong loạt sút luân lưu (Match Report) |
| 2002–03  | Dagenham & Redbridge 2–1 Morecambe 2–1 Dagenham & Redbridge Dagenham thắng 3–2 trong loạt sút luân lưu | Doncaster Rovers 1–1 Chester City 1–1 Doncaster Rovers Doncaster thắng 4–3 trong loạt sút luân lưu | Doncaster Rovers 3–2 Dagenham & Redbridge Doncaster thắng nhờ bàn thắng vàng (Match Report)    |

## Sân vận động 2015-16
| Đội bóng                               | Sân vận động                     | Sức chứa |
| -------------------------------------- | -------------------------------- | -------- |
| Bản mẫu:Fb team Aldershot Town         | EBB Stadium                      | 7,100    |
| Bản mẫu:Fb team Altrincham             | Moss Lane                        | 6,085    |
| Bản mẫu:Fb team Barrow                 | Furness Building Society Stadium | 4,414    |
| Bản mẫu:Fb team Boreham Wood           | Meadow Park                      | 4,502    |
| Bản mẫu:Fb team Braintree Town         | Cressing Road                    | 4,145    |
| Bản mẫu:Fb team Bromley                | The Stadium                      | 6,000    |
| Bản mẫu:Fb team Cheltenham Town        | World of Smile Stadium           | 7,266    |
| Bản mẫu:Fb team Chester                | Deva Stadium                     | 5,376    |
| Bản mẫu:Fb team Dover Athletic         | Crabble Athletic Ground          | 6,500    |
| Bản mẫu:Fb team Eastleigh              | Silverlake Stadium               | 5,192    |
| Bản mẫu:Fb team Forest Green Rovers    | The New Lawn                     | 5,147    |
| Bản mẫu:Fb team Gateshead              | Gateshead International Stadium  | 10,000   |
| Grimsby Town                           | Blundell Park                    | 9,546    |
| Bản mẫu:Fb team Guiseley               | Nethermoor Park                  | 3,000    |
| Bản mẫu:Fb team FC Halifax Town        | The Shay                         | 14,061   |
| Bản mẫu:Fb team Kidderminster Harriers | Aggborough                       | 6,238    |
| Bản mẫu:Fb team Lincoln City           | Sincil Bank                      | 10,120   |
| Bản mẫu:Fb team Macclesfield Town      | Moss Rose                        | 6,355    |
| Bản mẫu:Fb team Southport              | Haig Avenue                      | 6,008    |
| Bản mẫu:Fb team Torquay United         | Plainmoor                        | 6,500    |
| Bản mẫu:Fb team Tranmere Rovers        | Prenton Park                     | 16,567   |
| Bản mẫu:Fb team Welling United         | Park View Road                   | 4,000    |
| Bản mẫu:Fb team Woking                 | Kingfield Stadium                | 6,036    |
| Bản mẫu:Fb team Wrexham                | Racecourse Ground                | 10,771   |

## Các kỉ lục
- Số trận thắng nhiều nhất trong một mùa giải: 31 4 — Aldershot Town (2007–08), Crawley Town, (2010–11), Fleetwood Town (2011–12)
- Chuỗi trận thắng liên tiếp dài nhất: 12 — Burton Albion (2008–09), Mansfield Town (2012-13)
- Số trận thua ít nhất mùa giải: 3 — Yeovil Town (2002–03), Crawley Town (2010–11)
- Đội ghi nhiều bàn thắng nhất trong một mùa giải: 103 — Barnet (1990–91), Hereford United (2003–04)
- Đội bị thủng lưới ít nhất trong một mùa giải: 24 — Kettering Town (1993–94) / Stevenage Borough (2009–10)
- Số điểm nhiều nhất ghi được trong một mùa giải: 105 4  — Crawley Town (2010–11)
- Số điểm ít nhất ghi được trong một mùa giải: 10 — Hyde (2013–14)
- Khoảng cách điểm lớn nhất giữa đội vô địch và đội thứ hai: 19 — Luton Town (2013–14) (101 điểm) trên Cambridge United (82 điểm)
- Hiệu số bàn thắng bại lớn nhất: 67 — Luton Town (2013–14)
- Trận thắng đậm nhất: 9–0 — Runcorn đánh bại Enfield (3 tháng 3 năm 1990), Sutton United đánh bại Gateshead (22 tháng 9 năm 1990), Hereford United đánh bại Dagenham & Redbridge (27 tháng 2 năm 2004), Rushden & Diamonds đánh bại Weymouth (21 tháng 2 năm 2009)
- Số khán giả đến xem nhiều nhất: 11,963 Oxford United vs Rushden & Diamonds ở The Kassam Stadium (lượt về Bán kết Play-off, 3 tháng 5 năm 2010)
- ^4  Stevenage Borough đáng ra phải có 32 trận thắng và 105 điểm ở mùa giải 2009–10, nhưng 2 trận thắng (tức là 6 điểm) against Chester City bị hủy bỏ, sau khi Chester bị trục xuất khỏi giải đấu trước khi mùa giải. Điều đó khiến cho Stevenage chỉ còn lại 30 trận thắng và 99 điểm sau 44 trận đấu.